# عروس رومشکان
عروس رومشکان فیلمی به کارگردانی و تهیه‌کنندگی ناصر غلامرضایی و نویسندگی غلامرضایی و مرتضی مختاری محصول سال ۱۳۸۰ است.

## خلاصه فیلم
امان مردانی، چوپان میان‌سال اهل رومشکان، هر روز گله مردم را به کوه می‌برد. یک روز غار شگفت‌انگیزی می‌بیند که صداهای عجیب و آوای یک زن از درون آن به گوش می‌رسد...

## جشنواره‌ها
فیلم عروس رومشکان در جشنواره‌های زیر حضور داشته‌است.
- جشنواره فیلم فجر ـ دوره بیست و یکم (۱۳۸۱)
- جشن خانه سینما ـ دوره ششم (۱۳۸۱)
- جشنواره فیلم رشد ـ دوره سی و دوم (۱۳۸۱)